# The Magnetic Fields
The Magnetic Fields je americká indie popová skupina. Vznikla v roce 1989 a její vůdčí osobností je multiinstrumentalista Stephin Merritt. Mimo něj v kapele hrají klávesistka a perkusionistka Claudia Gonson, violoncellista Sam Davol a kytarista John Woo. Skupina vydala celkem deset studiových alb; zatím poslední s názvem 50 Song Memoir vyšlo v březnu 2017.

## Diskografie
Studiová alba
- Distant Plastic Trees (1991)
- The Wayward Bus (1992)
- The Charm of the Highway Strip (1994)
- Holiday (1994)
- Get Lost (1995)
- 69 Love Songs (1999)
- i (2004)
- Distortion (2008)
- Realism (2010)
- Love at the Bottom of the Sea (2012)
- 50 Song Memoir (2017)